# Liancourt-Saint-Pierre
Pour les articles homonymes, voir Rochers Liancourt.
Ne doit pas être confondu avec Liencourt, Liancourt ou Liancourt-Fosse.
Liancourt-Saint-Pierre est une commune française située dans le département de l'Oise en région Hauts-de-France.

## Géographie

### Localisation

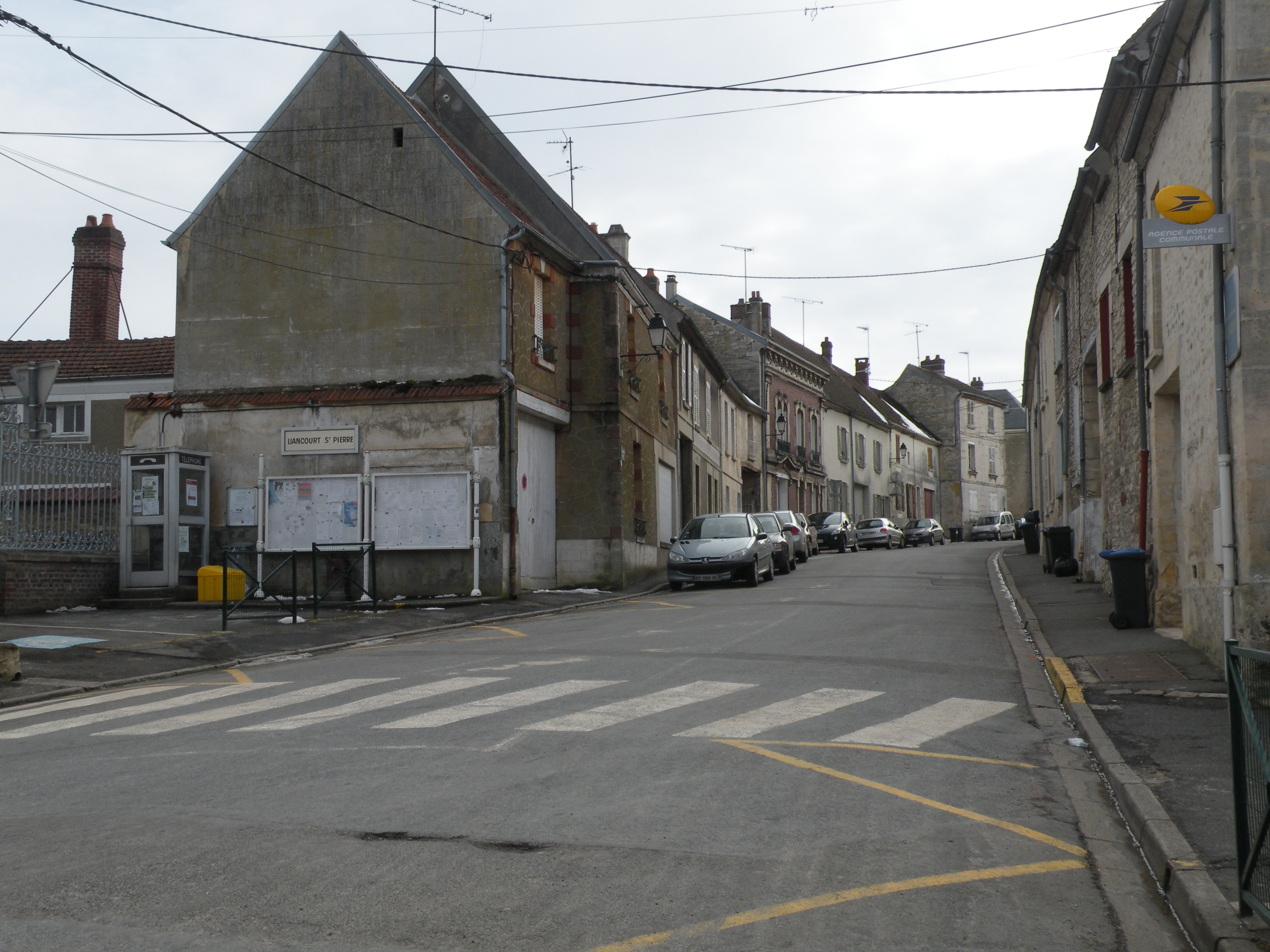

Liancourt-Saint-Pierre est une commune du Vexin français bordée par la Troesne et limitrophe par le sud de Chaumont-en-Vexin. Elle est située à vol d'oiseau à 17 km à l'ouest de Méru, 26 km au nord-ouest de Pontoise, 13 km au nord-est de Magny-en-Vexin, 11 km au sud-est de Gisors, 31 km au sud-est de Gournay-en-Bray et 25 km au sud-ouest de Beauvais.
Elle se trouve dans l'aire d'attraction de Paris, dans la zone d'emploi de Beauvais et dans le bassin de vie de Chaumont-en-Vexin.

### Communes limitrophes
| Chaumont-en-Vexin | Loconville             | Fay-les-Étangs |
| Reilly            | Liancourt-Saint-Pierre | Tourly         |
| Boubiers          | Lierville              | Lavilletertre  |

### Géologie et relief
La superficie de la commune est de 12,69 km2 ; son altitude varie de 63  à   137 mètres.
Le village se trouve sur la totalité de la côte reliant le fond de la vallée de la Troësne et son marais jusqu’au plateau du Vexin en franchissant la cuesta d’Île-de-France, le long de l’ancienne voie romaine reliant Beauvais à Mantes-la-Jolie, connue sous le nom de Chaussée Brunehaut.

En 1859, Jean-Baptiste Frion indiquait que la commune était assise « sur la pente du plateau de calcaire grossier au midi.
Le territoire, dont le périmètre affecte une figure elliptique, s'étend sur ce plateau et sur les marais au nord que traversent parallèlement du sud-est au. nord-ouest la rivière de Troène et au-delà le canal de Marquemont.
Plusieurs sources prennent naissance sur la déclivité du coteau, et s'écoulent dans la rivière ».

### Hydrographie

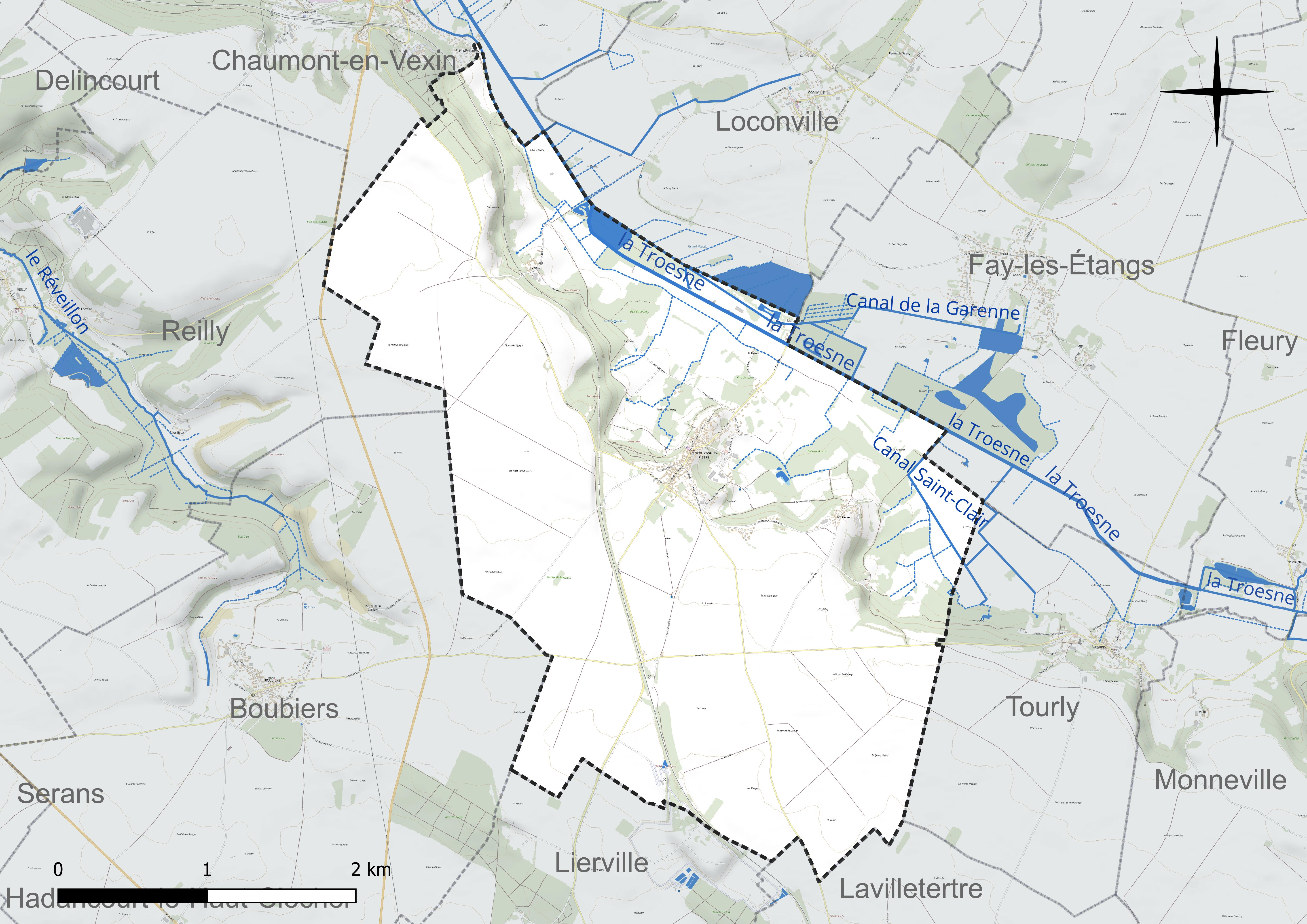
Réseau hydrographique de Liancourt-Saint-Pierre.

La commune est située dans le bassin Seine-Normandie.
Elle est drainée par la Troesne, la Troesne Ancienne, le canal de la Garenne, le canal Saint-Clair et divers autres petits cours d'eau,.
La Troesne, d'une longueur de 27 km, prend sa source dans la commune de Hénonville et se jette  dans l'Epte à Gisors, après avoir traversé douze communes.
Le canal de Marquemont, qui se trouve au bas du village, est creusé en exécution d’un arrêt du Parlement de Paris du 23 novembre 1784, afin d'assécher le Grand-Marais et la vallée de la Troësne.
Un moulin à eau sur la Tröesne, dépendant du prieuré Saint-Pierre, est mentionné dès le XIe siècle.

### Climat
Pour des articles plus généraux, voir Climat des Hauts-de-France et Climat de l'Oise.
En 2010, le climat de la commune est de type climat océanique dégradé des plaines du Centre et du Nord, selon une étude du CNRS s'appuyant sur une série de données couvrant la période 1971-2000. En 2020, Météo-France publie une typologie des climats de la France métropolitaine dans laquelle la commune est exposée à un climat océanique et est dans la région climatique Sud-ouest du bassin Parisien, caractérisée par une faible pluviométrie, notamment au printemps (120 à 150 mm) et un hiver froid (3,5 °C).
Pour la période 1971-2000, la température annuelle moyenne est de 10,7 °C, avec une amplitude thermique annuelle de 14,5 °C. Le cumul annuel moyen de précipitations est de 706 mm, avec 11 jours de précipitations en janvier et 7,8 jours en juillet. Pour la période 1991-2020, la température moyenne annuelle observée sur la station météorologique la plus proche, située sur la commune de Jaméricourt à 8 km à vol d'oiseau, est de 11,0 °C et le cumul annuel moyen de précipitations est de 695,7 mm,. Pour l'avenir, les paramètres climatiques de la commune estimés pour 2050 selon différents scénarios d'émission de gaz à effet de serre sont consultables sur un site dédié publié par Météo-France en novembre 2022.

## Urbanisme

### Typologie
Au 1er janvier 2024, Liancourt-Saint-Pierre est catégorisée commune rurale à habitat dispersé, selon la nouvelle grille communale de densité à sept niveaux définie par l'Insee en 2022.
Elle est située hors unité urbaine. Par ailleurs la commune fait partie de l'aire d'attraction de Paris, dont elle est une commune de la couronne,.

### Occupation des sols

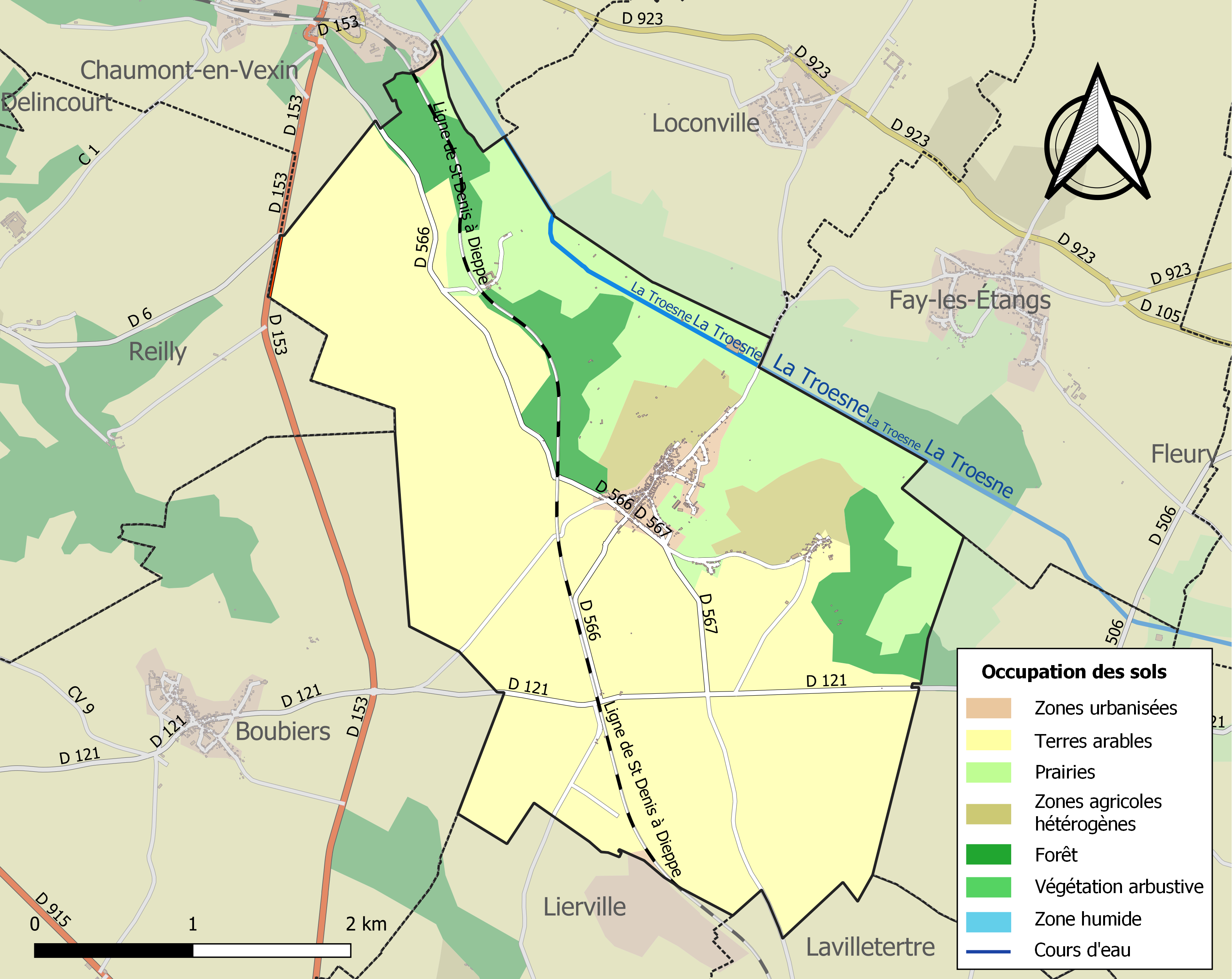
Carte des infrastructures et de l'occupation des sols de la commune en 2018 (CLC).

L'occupation des sols de la commune, telle qu'elle ressort de la base de données européenne d'occupation biophysique des sols Corine Land Cover (CLC), est marquée par l'importance des territoires agricoles (87,7 % en 2018), une proportion sensiblement équivalente à celle de 1990 (87,8 %).
La répartition détaillée en 2018 est la suivante : 
terres arables (63,2 %), prairies (18,6 %), forêts (10 %), zones agricoles hétérogènes (5,9 %), zones urbanisées (2,2 %), mines, décharges et chantiers (0,1 %).
L'évolution de l'occupation des sols de la commune et de ses infrastructures peut être observée sur les différentes représentations cartographiques du territoire : la carte de Cassini (XVIIIe siècle), la carte d'état-major (1820-1866) et les cartes ou photos aériennes de l'IGN pour la période actuelle (1950 à aujourd'hui).

### Lieux-dits, hameaux et écarts
Liancourt-Saint-Pierre compte quatre hameaux : les Groux, Vaux, le Vivray, Launay, ainsi que des écarts : les Grands-Jardins, la Gare, les Tourbières..

### Habitat et logement
En 2021, le nombre total de logements dans la commune était de 259, alors qu'il était de 257 en 2016 et de 249 en 2011.
Parmi ces logements, 90 % étaient des résidences principales, 3,6 % des résidences secondaires et 6,4 % des logements vacants. Ces logements étaient pour 98,1 % d'entre eux des maisons individuelles et pour 1,9 % des appartements.
Le tableau ci-dessous présente la typologie des logements à Liancourt-Saint-Pierre en 2021 en comparaison avec celle de l'Oise et de la France entière. Une caractéristique marquante du parc de logements est ainsi une proportion de résidences secondaires et logements occasionnels (3,6 %) supérieure à celle du département (2,4 %) mais inférieure à celle de la France entière (9,7 %).
| Typologie                                               | Liancourt-Saint-Pierre | Oise | France entière |
| ------------------------------------------------------- | ---------------------- | ---- | -------------- |
| Résidences principales (en %)                           | 90                     | 90,5 | 82,2           |
| Résidences secondaires et logements occasionnels (en %) | 3,6                    | 2,4  | 9,7            |
| Logements vacants (en %)                                | 6,4                    | 7    | 8,1            |

### Voies de communication et transports

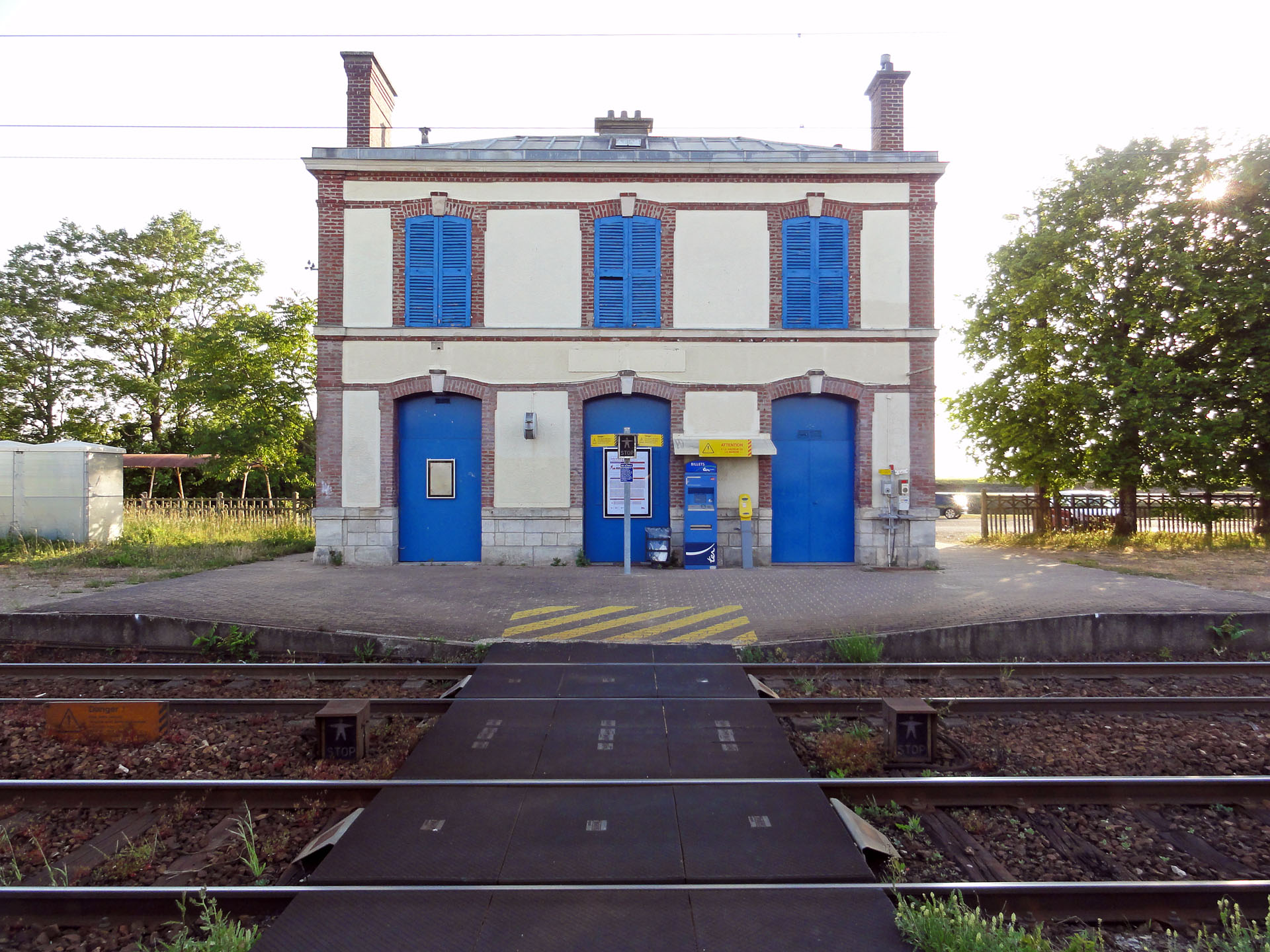
La gare.

La gare de Liancourt-Saint-Pierre est desservie par des trains de la ligne J du Transilien effectuant des missions entre les gares de Paris-Saint-Lazare et de Gisors.
La commune est desservie, en 2023, par les lignes 608, 6106 et 6136 du réseau interurbain de l'Oise.

## Toponymie
Le nom de la localité est mentionné sous la forme Leudone curtis en 862, du nom germanique Ledo et du latin cortem (domaine)[réf. nécessaire].
Durant la Révolution, la commune porte le nom de L'Unité-de-l'Oise,.
Saint-Pierre est un hagiotoponyme faisant référence au prieuré fondé en 1055 par Gauthier III. L'église est  très endommagée par un violent incendie survenu en 1693 et le prieuré disparaît en 1791.

## Histoire

### Moyen Âge
Fondé en 1056 par le comte Gauthier III de Vexin, le prieuré dépendait de l'abbaye Saint-Père de Chartres. L'église Notre-Dame appartenait à l'abbaye du Bec-Hellouin et la famille royale de France y possédait également des biens relativement importants jusqu'en 1114, où Louis VI donne à sa fille naturelle Isabelle de France ces possessions à l'occasion de son mariage.

### Temps modernes
Le château est construit au milieu du XVIe siècle en style Renaissance par l’architecte Pierre Grappin pour le cardinal Nicolas de Pellevé, seigneur de Liancourt. Resté inachevé, il est largement détruit en 1830.
Sous l'Ancien Régime, Liancourt-Saint-Pierre relevait du Parlement de Paris et de la chambre des comptes de Paris, de la cour des aides de Rouen, de l'élection de Chaumont, du gouvernement militaire de l'Ile-de-France et de son lieutenant-général résidant à Mantes. La justice était rendue sur la base de la coutume de Senlis notamment par le bailliage subalterne de Chaumont, compris lui-même dans le grand bailliage de Senlis. La paroisse dépendait du comté de Chaumont-en-Vexin qui a cédé ses droits de justice seigneuriale au prieuré de Saint-Pierre puis aux seigneurs en partie de Notre-Dame de Liancourt.

### Révolution française et Empire
En application de la constitution civile du clergé, les deux anciennes paroisses de Notre-Dame et de Saint-Pierre (dont le prieuré éponyme avait été fondé en 1055 par Gauthier III, seigneur du Vexin) sont réunies le 4 mars 1791 pour former celle de « Notre-Dame de Liancourt Saint-Pierre ».
La commune, instituée par la révolution française, porte en 1793 le nom de L'Unité de l'Oise.
En 1802, le moulin appartient à Philippe Dumont. Il ne mouds que trois quintaux de blé par jour, alors que les meuniers voisins de Tourlu, de Touvoye et de Marquemont en traitaient dix par jour.

### Époque contemporaine
Sept carrières sont exploitées (dès 1790 pour la première) à la sortie nord du village, vers Chaumont, ainsi qu'une, au lieu dit « la carrière aux ronces" », exploitée à partir de 1820. Les pierres renfermaient de nombreux fossiles de coquillages, dont une partie, constituant la collection de Raymond Pollon, a été léguée à la ville de Chaumont-en-Vexin. En 1859, outre les carrières, une tourbière est exploitée, et la population vit de l'agriculture.
Durant la Guerre franco-allemande de 1870, le village est occupé quelques jours par l'ennemi et astreint à d'importantes réquisitions
La gare de Liancourt-Saint-Pierre est ouverte en 1873 sur la ligne de Saint-Denis à Dieppe, facilitant les déplacements des personnes et le transport des marchandises.
En 1912, la commune transforme le moulin en usine élévatoire en l'équipant d'une turbine, pour alimenter en eau les fontaines du village.

## Politique et administration

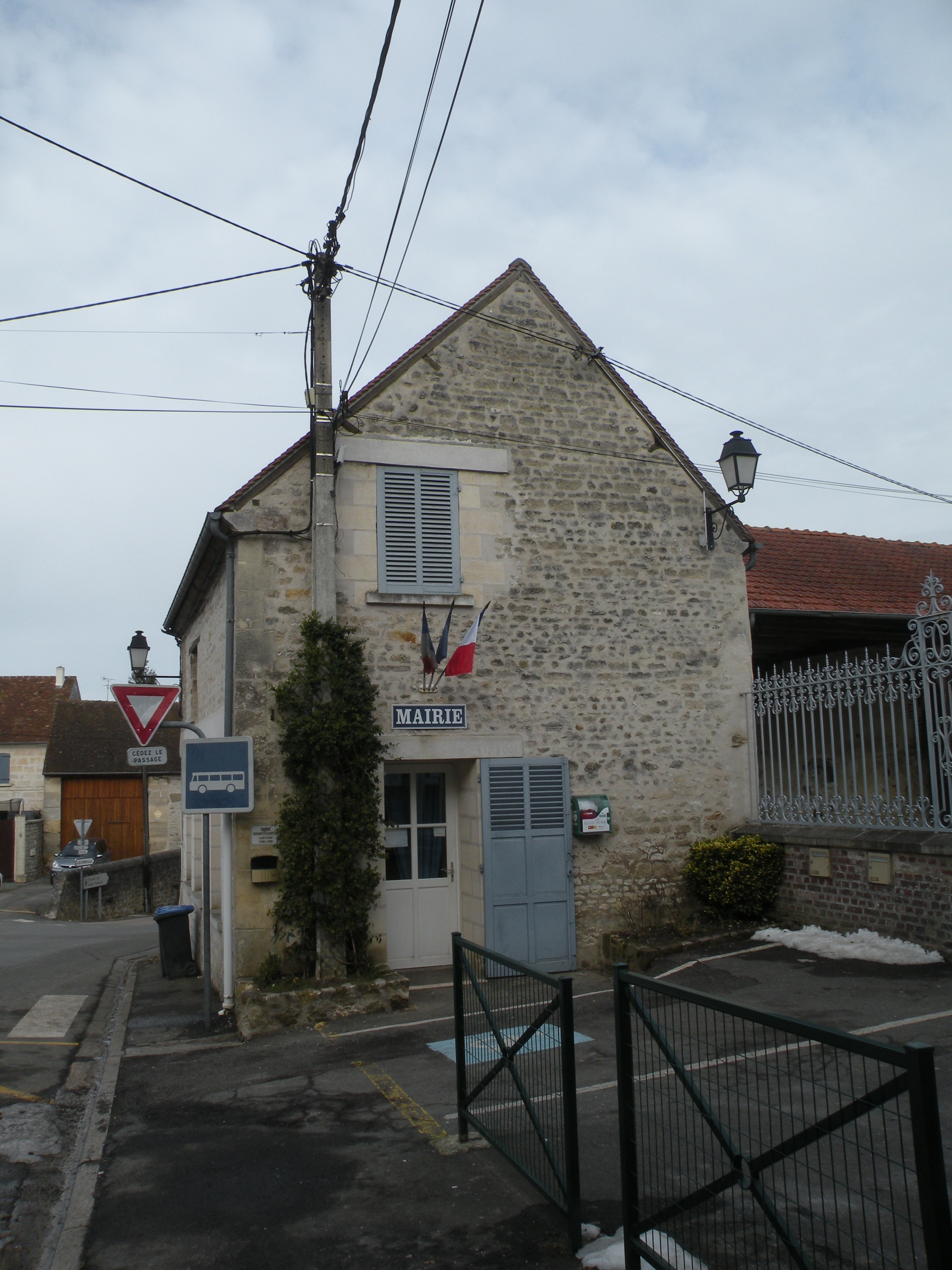
La nouvelle mairie.

### Rattachements administratifs et électoraux

#### Rattachements administratifs
La commune se trouve  dans l'arrondissement de Beauvais du département de l'Oise.
Elle faisait partie depuis 1793 du canton de Chaumont-en-Vexin. Dans le cadre du redécoupage cantonal de 2014 en France, cette circonscription administrative territoriale a disparu, et le canton n'est plus qu'une circonscription électorale.

#### Rattachements électoraux
Pour les élections départementales, la commune fait partie depuis 2014 d'un nouveau canton de Chaumont-en-Vexin porté de 37 à 73 communes.
Pour l'élection des députés, elle fait partie de la deuxième circonscription de l'Oise.

### Intercommunalité
Liancourt-Saint-Pierre est membre de la communauté de communes du Vexin-Thelle, un établissement public de coopération intercommunale (EPCI) à fiscalité propre créé en 2000 et auquel la commune a transféré un certain nombre de ses compétences, dans les conditions déterminées par le code général des collectivités territoriales.

### Liste des maires
| Période                                  | Période                    | Identité                    | Étiquette | Qualité                                                             |
| ---------------------------------------- | -------------------------- | --------------------------- | --------- | ------------------------------------------------------------------- |
| Les données manquantes sont à compléter. |                            |                             |           |                                                                     |
| 1815                                     |                            | Jacques-Marcel Petit        |           |                                                                     |
| 1819                                     |                            | Charles Morin               |           |                                                                     |
| 1830                                     |                            | Nicolas Adam                |           |                                                                     |
| 1936                                     |                            | Michel-Antoine Garnot       |           |                                                                     |
| 1849                                     |                            | M. Simsheuser; dit Valentin |           |                                                                     |
| 1852                                     |                            | Michel-Antoine Garno        |           |                                                                     |
| 1863                                     |                            | Louis-Alphonse Pihan        |           |                                                                     |
| 1874                                     | 1876                       | Joseph-Isidore Adam         |           |                                                                     |
| 1876                                     | 1884                       | Auguste-Michel Garnot       |           |                                                                     |
| 1884                                     | 1925                       | Antoine-Philippe Dumont     |           | Mort en fonction                                                    |
| 1926                                     | 1944                       | Albert Emery                |           | Démissionnaire                                                      |
| 1945                                     | 1965                       | Maurice Laroche             |           |                                                                     |
| 1965                                     | 1989                       | Michel Leroy                |           |                                                                     |
| 1989                                     | mars 2008                  | Jean-Philippe Laroche       |           |                                                                     |
| mars 2008                                | décembre 2010              | Denys Roullier              | MoDem     | Médecin Démissionnaire                                              |
| janvier 2011                             | 2014                       | M. Dominique Le Charpentier |           | Directeur de l'école, instituteur dans le village depuis 1976       |
| 2014                                     | En cours (au 9 avril 2024) | Sylvain Le Chatton          |           | Chef d'entreprise dans le numérique Réélu pour le mandat 2020-2026, |

## Équipements et services publics

### Enseignement
Les enfants de la commune sont scolarisés avec ceux de Loconville dans le cadre du regroupement pédagogique intercommunal (RPI) des Tourbières. L'école de Laincourt-Saint-Pierre accueille les classes primaires.

### Postes et télécommunications
Liancourt-Saint-Pierre s'est doté d'une agence postale communale.

Équipements en 2013.
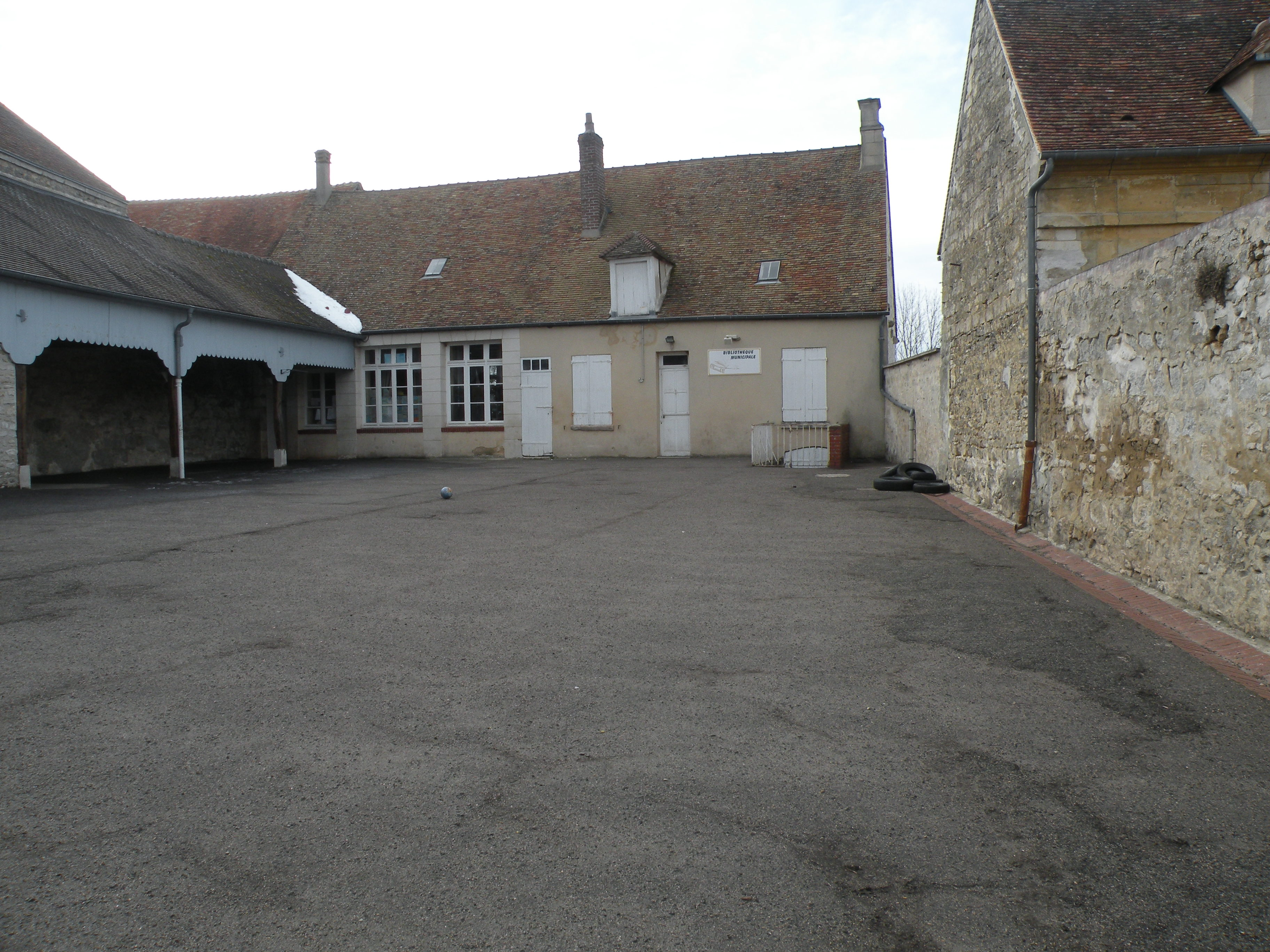
La bibliothèque.
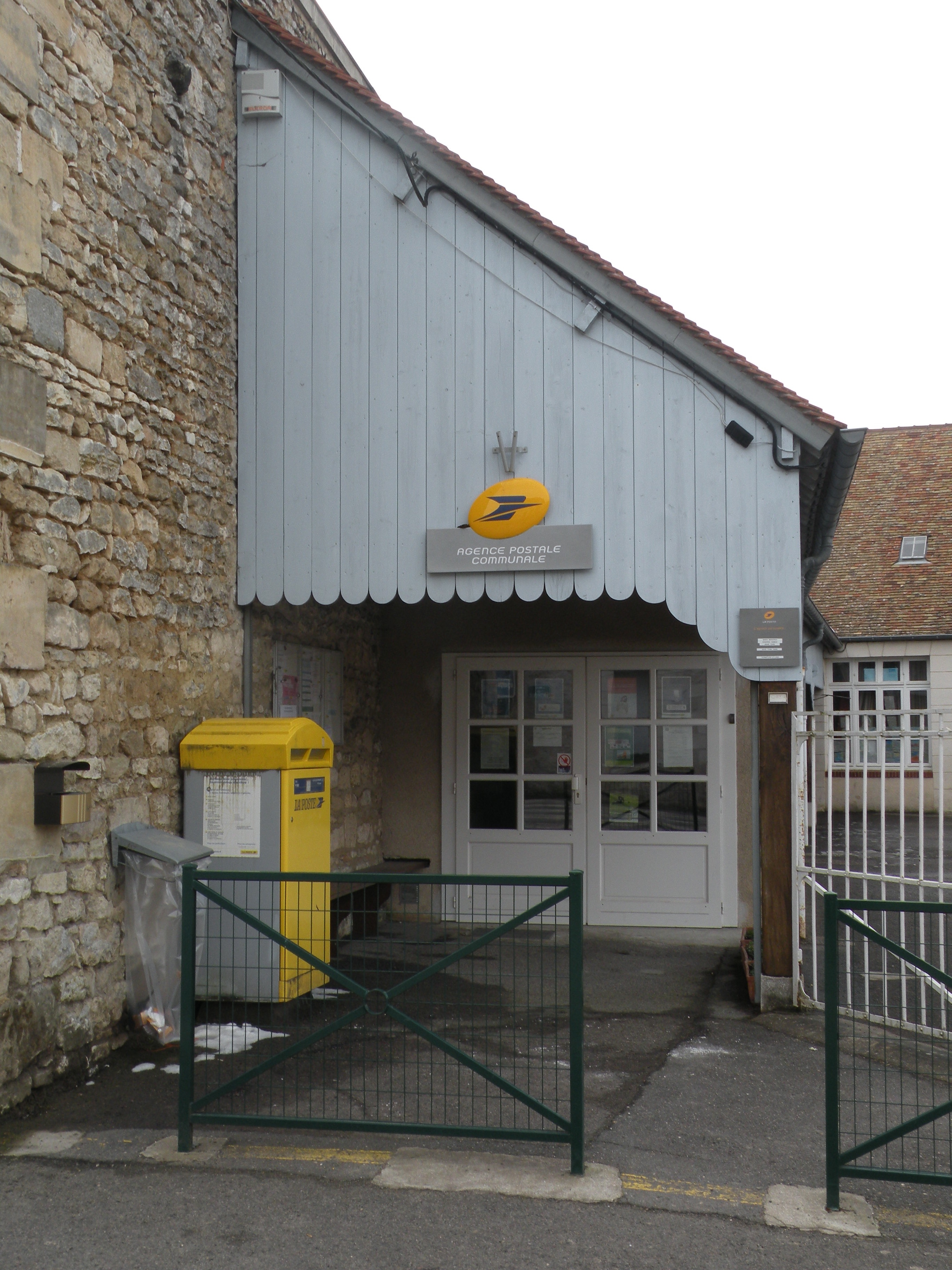
L'agense postale communale.

## Population et société

### Démographie

#### Évolution démographique
L'évolution du nombre d'habitants est connue à travers les recensements de la population effectués dans la commune depuis 1793. Pour les communes de moins de 10 000 habitants, une enquête de recensement portant sur toute la population est réalisée tous les cinq ans, les populations de référence des années intermédiaires étant quant à elles estimées par interpolation ou extrapolation. Pour la commune, le premier recensement exhaustif entrant dans le cadre du nouveau dispositif a été réalisé en 2006.

En 2022, la commune comptait 577 habitants, en évolution de −2,7 % par rapport à 2016 (Oise : +0,87 %, France hors Mayotte : +2,11 %).
| 1793 | 1800 | 1806 | 1821 | 1831 | 1836 | 1841 | 1846 | 1851 |
| ---- | ---- | ---- | ---- | ---- | ---- | ---- | ---- | ---- |
| 566  | 547  | 589  | 627  | 633  | 667  | 673  | 675  | 618  |

| 1856 | 1861 | 1866 | 1872 | 1876 | 1881 | 1886 | 1891 | 1896 |
| ---- | ---- | ---- | ---- | ---- | ---- | ---- | ---- | ---- |
| 597  | 559  | 678  | 603  | 559  | 548  | 563  | 545  | 545  |

| 1901 | 1906 | 1911 | 1921 | 1926 | 1931 | 1936 | 1946 | 1954 |
| ---- | ---- | ---- | ---- | ---- | ---- | ---- | ---- | ---- |
| 546  | 566  | 581  | 530  | 511  | 506  | 522  | 532  | 541  |

| 1962 | 1968 | 1975 | 1982 | 1990 | 1999 | 2006 | 2011 | 2016 |
| ---- | ---- | ---- | ---- | ---- | ---- | ---- | ---- | ---- |
| 430  | 520  | 514  | 522  | 527  | 586  | 555  | 557  | 593  |

| 2021 | 2022 | - | - | - | - | - | - | - |
| ---- | ---- | - | - | - | - | - | - | - |
| 582  | 577  | - | - | - | - | - | - | - |

#### Pyramide des âges
La population de la commune est relativement jeune.
En 2018, le taux de personnes d'un âge inférieur à 30 ans s'élève à 32,5 %, soit en dessous de la moyenne départementale (37,3 %). À l'inverse, le taux de personnes d'âge supérieur à 60 ans est de 21,9 % la même année, alors qu'il est de 22,8 % au niveau départemental.
En 2018, la commune comptait 312 hommes pour 287 femmes, soit un taux de 52,09 % d'hommes, largement supérieur au taux départemental (48,89 %).
Les pyramides des âges de la commune et du département s'établissent comme suit.
| Hommes | Classe d’âge | Femmes |
| ------ | ------------ | ------ |
| 0,3    | 90 ou +      | 0,4    |
| 5,5    | 75-89 ans    | 8,2    |
| 16,6   | 60-74 ans    | 12,8   |
| 21,1   | 45-59 ans    | 21,5   |
| 23,3   | 30-44 ans    | 25,3   |
| 11,0   | 15-29 ans    | 10,9   |
| 22,2   | 0-14 ans     | 21,0   |

| Hommes | Classe d’âge | Femmes |
| ------ | ------------ | ------ |
| 0,5    | 90 ou +      | 1,4    |
| 5,5    | 75-89 ans    | 7,6    |
| 15,6   | 60-74 ans    | 16,3   |
| 20,8   | 45-59 ans    | 20     |
| 19,4   | 30-44 ans    | 19,4   |
| 17,6   | 15-29 ans    | 16,2   |
| 20,6   | 0-14 ans     | 19,1   |

### Manifestations culturelles et festivités
- Festival Derrière les ballots créé en 2009 par l'association Créa-Son, dont la 10e édition a eu lieu en 2019[39].

### Vie associative
Les Amis du Bochet sont une association de défense de l'environnement créée en 2020 et qui a agit contre l’extension de la décharge de Liancourt-Saint-Pierre, puis les épandages de boues, et, dans les années 2020 contgre les décharges sauvages, les méthaniseurs et la terre du Grand Paris.

## Économie
- Centre d’enfouissement technique (CET) de Liancourt-Saint-Pierre, exploitée par Suez et dont l'extension est envisagée à l'horizon 2026[41].

## Culture locale et patrimoine

### Lieux et monuments
- Église Saint-Pierre-et-Notre-Dame, qui remonte essentiellement au XIIe siècle, avec au XVIe siècle le doublement vers l'est du croisillon nord en style Renaissance par famille de Pellevé, seigneurs de Liancourt, et la construction à deux étages alignée sur le chevet plat du chœur et dont la fonction reste incertaine. La nef est une construction très soignée et d’une grande élégance. Le chœur a été vouté en 1898.
L'église est dotée d'un autel principal de style néoclassique et d'un  autel néo-roman dans la chapelle, ainsi que d'un rare petit orgue à tuyaux de 1843 dû au facteur Lété, de Mirecourt[42].

- Prieuré Saint-Pierre, Implanté à la pointe de l’éperon calcaire – dit « Le Donjon » – qui domine la vallée de la Troesne et le Pays de Thelle et est longé par l’ancienne voie romaine Beauvais-Chartres. Le prieuré disparaît en 1791 et-l'église est très endommagée par un incendie en 1693. Les vestiges de l'église forment une construction  haute et massive de plan rectangulaire, dont une partie date de l'origine du prieuré au XIe siècle et le reste semble avoir été édifié après l'incendie de 1693[43]

- Mairie-école, datant de la fin du XIXe siècle.
- Vestiges du moulin : anciennes écuries et logement du meunier. Le bâtiment en briques qui renfermait la roue du moulin s'est écroulé lors de la tempête de décembre 1999[9].
- Lavoir de Vaux.

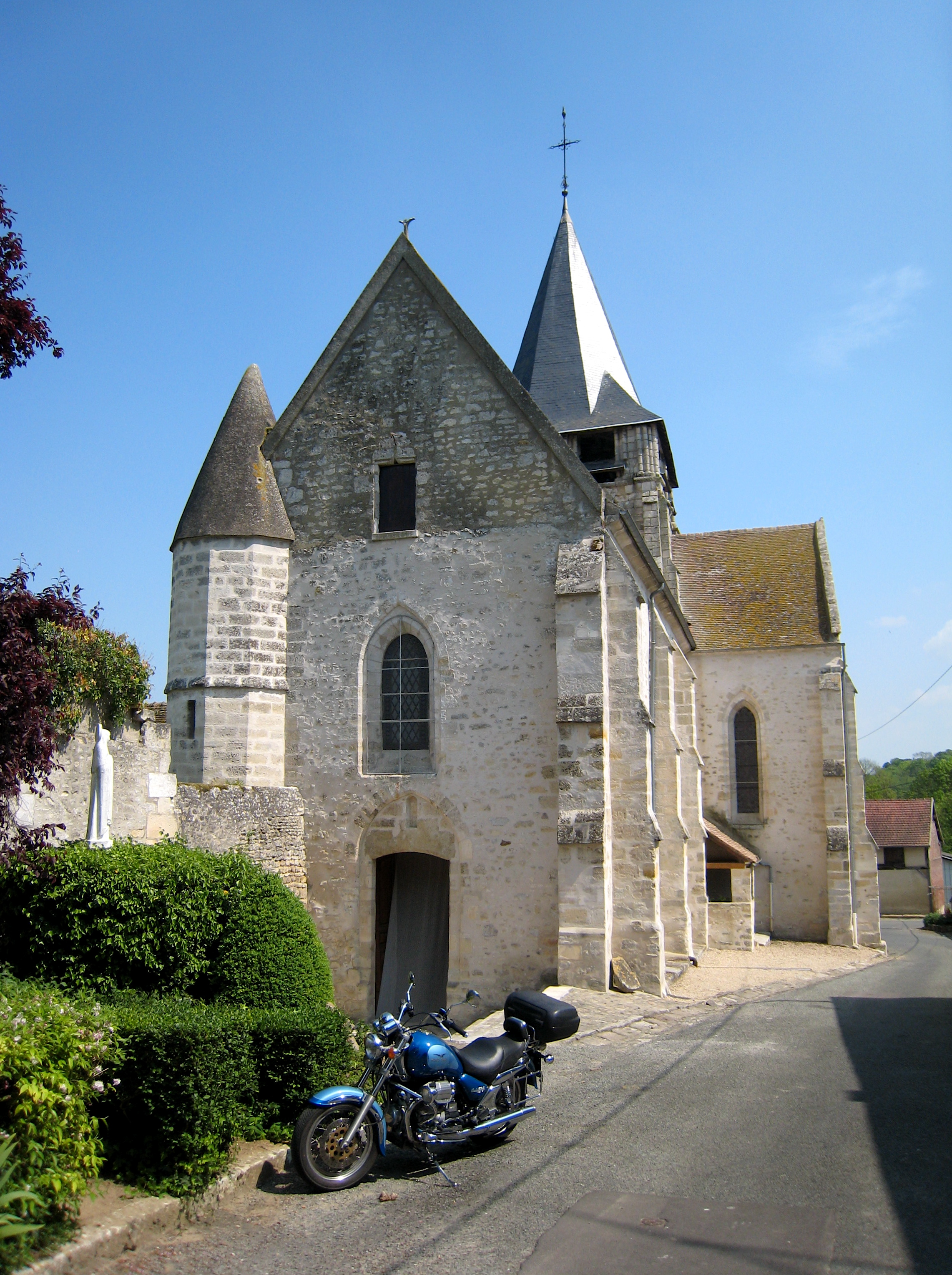
L'église Saint-Pierre-et-Notre-Dame...
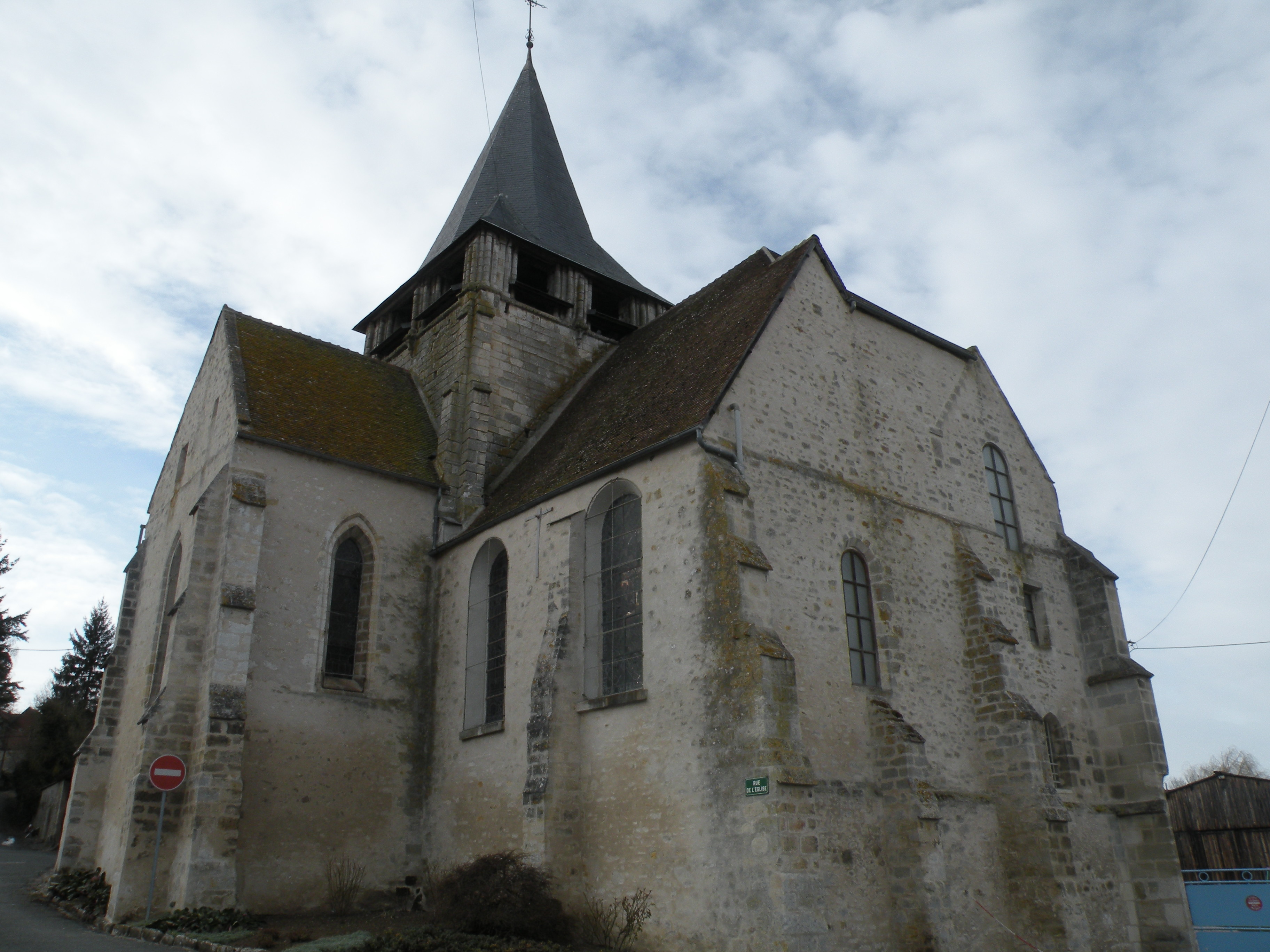
... son chevet...
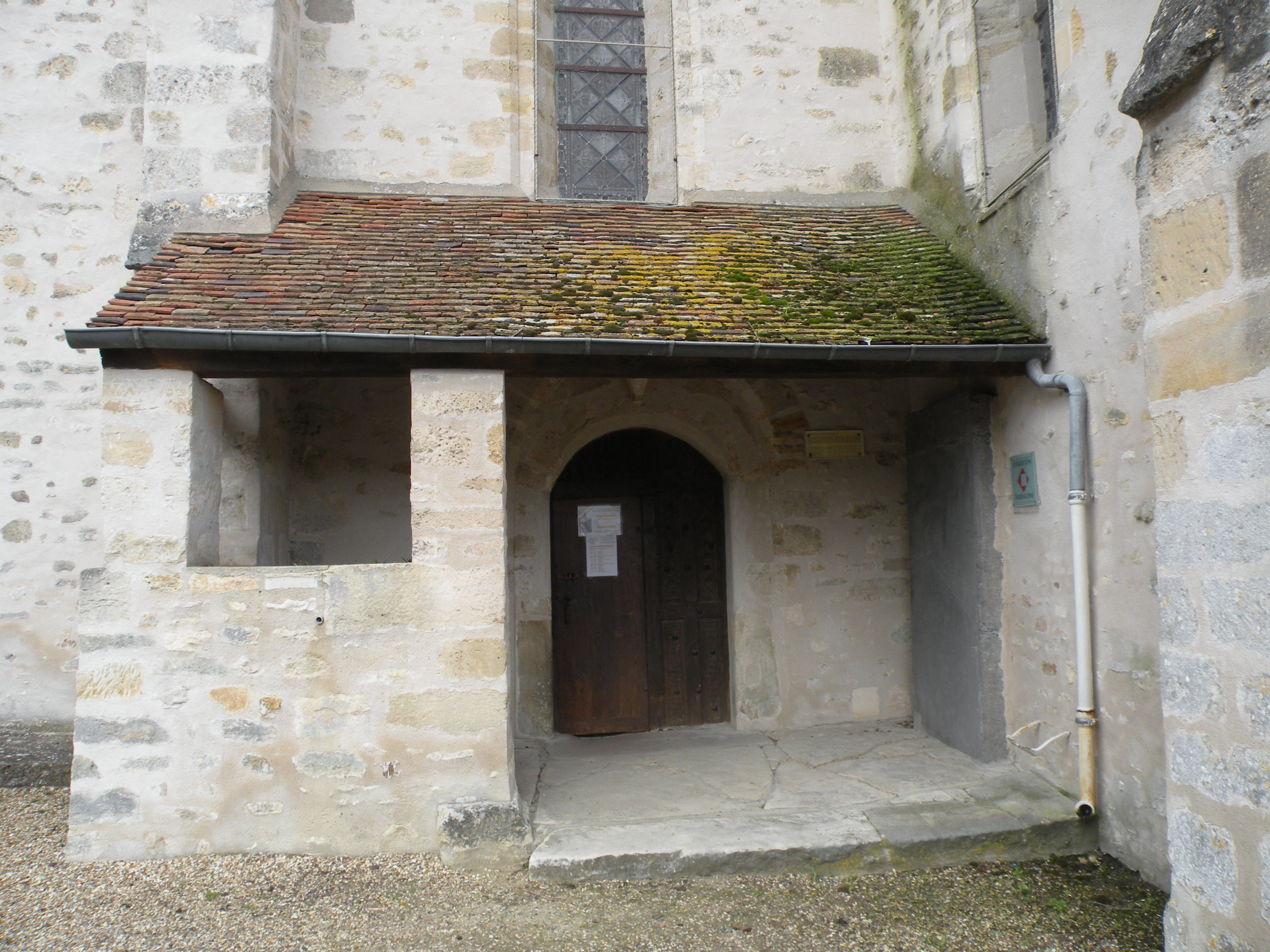
... et son porche latéral.
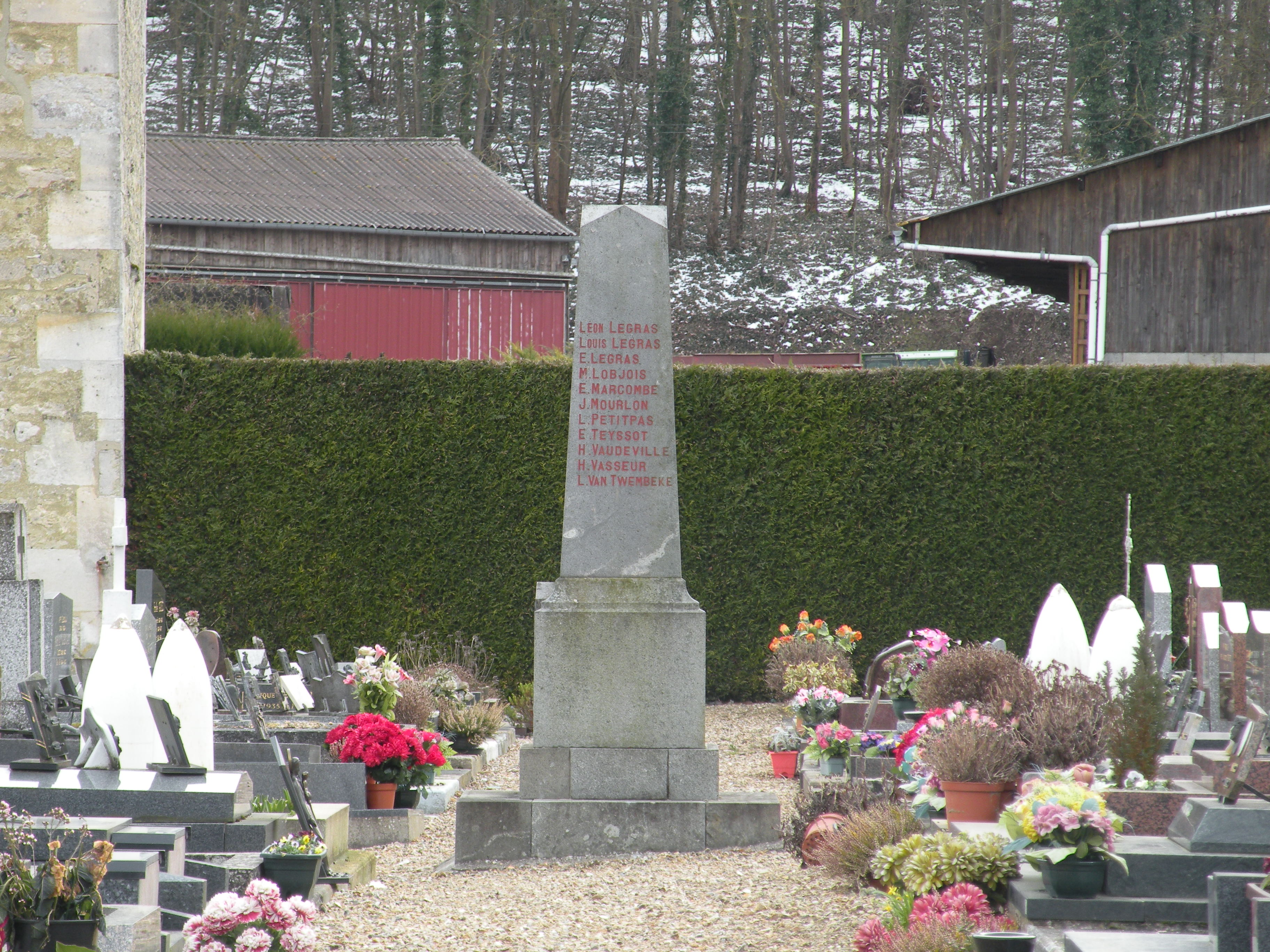
Le monument aux morts, au cimetière.
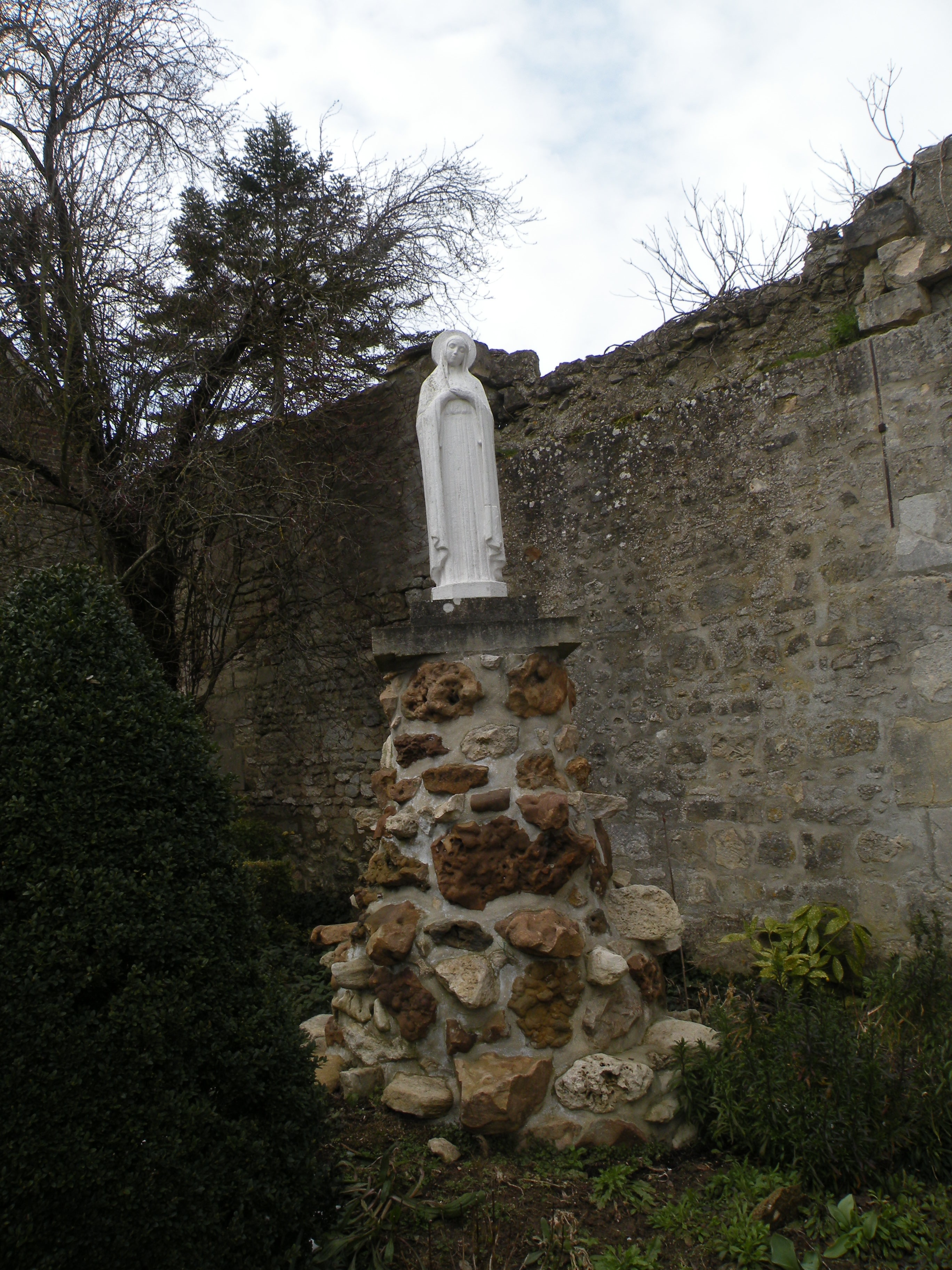
Statue de la Vierge, devant l'église.

### Personnalités liées à la commune
- Isabelle de France (vers 1101-1108 - après 1175), fille naturelle de Louis VI le Gros, qui reçoit le fief en dot au moment de son mariage[44]
- Nicolas de Pellevé (1515-1594), cardinal français engagé dans la lutte contre le protestantisme durant les guerres de religion, a fait construire le château de Liancourt.
- Philippe Romain Ménard (1750-1810), général des armées de la République et de l'Empire y est né. Une partie de la rue principale de Liancourt-Saint-Pierre porte son nom[45].
- Roland Weber (1932-1988), peintre.[pourquoi ?]
- Madeleine Weber (1933-), sculptrice et une plasticienne française, son épouse, y habite.

### Héraldique
| Blason de Liancourt-Saint-Pierre | Blason  | Parti, au premier de gueules à la tête d'homme au naturel posée de face au poil levé d'or surmontée d'un outil préhistorique d'argent, au deuxième d'or à deux clefs de sinople posées en sautoir, surmontées d'un casque gaulois et d'une couronne de laurier, le tout de même. Ornements extérieursL'écu est surmonté d'une couronne murale à 3 merlons d'or et il est entouré de deux épis de blés au naturel.Il est soutenu d'un listel portant le nom Liancourt-St-Pierre en lettres onciales de sable |
| Blason de Liancourt-Saint-Pierre | Détails | La tête au "poil levé d'or" représente le blason de la famille Pellevé, seigneurs importants des lieux. Les clefs représentent les armes parlantes du village de Liancourt réunit à la paroisse de Saint-Pierre. Le parti rappelle les deux paroisses réunies en une seule à la Révolution. L'outil préhistorique, le casque gaulois et la couronne de laurier concernent les différentes époques de la commune et les éléments archéologiques qui ont été trouvés. Les couleurs rouge et jaune sont celles de la commune. L'écu est entouré de deux épis de blé pour signifier l'aspect rural de la commune. La couronne murale représente le château construit vers 1560 par Jean Grappin pour le cardinal Nicolas de Pellevé et détruit en 1830. Réalisé par les enfants des classes de CE1 & CE2 de l'année scolaire 1998-1999 |

## Pour approfondir